# Environnement au Kenya

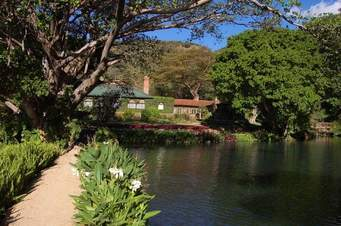
Le Paysage du Kenya

L'environnement au Kenya est l'environnement (« ensemble des éléments — biotiques ou abiotiques — qui entourent un individu ou une espèce et dont certains contribuent directement à subvenir à ses besoins ») du pays Kenya. Situé en Afrique de l'Est, ce pays présente un climat très diversifié et une diversité de milieux, dont  une savane historiquement protégée pour les grands mammifères qu'elle abrite. La faune et la flore souffrent du braconnage pratiqué de longue date, ainsi que de la consommation de bois.
Les gouvernements et les habitants se mobilisent pour lutter contre ces dégradations de l’environnement. Le 8 octobre 2004, Wangari Muta Maathai reçoit le prix Nobel de la paix pour « sa contribution en faveur du développement durable, de la démocratie et de la paix ». Le mouvement de la ceinture verte, qu'elle a initié, a planté plus de trente millions d'arbres en seize ans, pour prévenir l'érosion du sol. Et en 2016, l’État brûle son stock d'ivoire afin de dissuader les braconniers et de protéger les éléphants vivant sur le territoire.

## La biodiversité du Kenya

### Milieux, faune et flore

Carte topographique du Kenya.

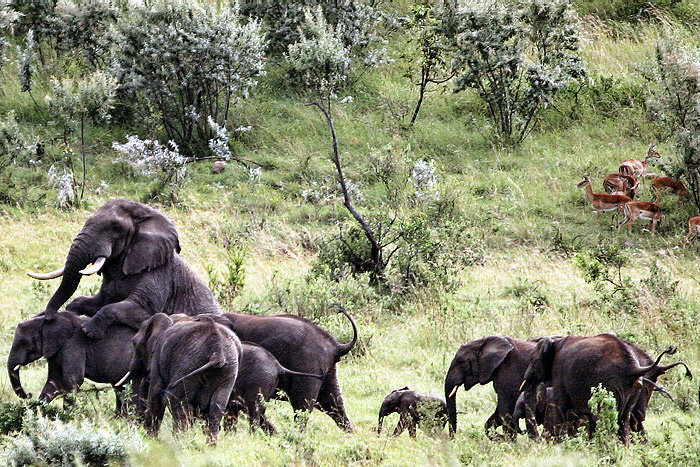
Accouplement d'éléphants, Kenya.

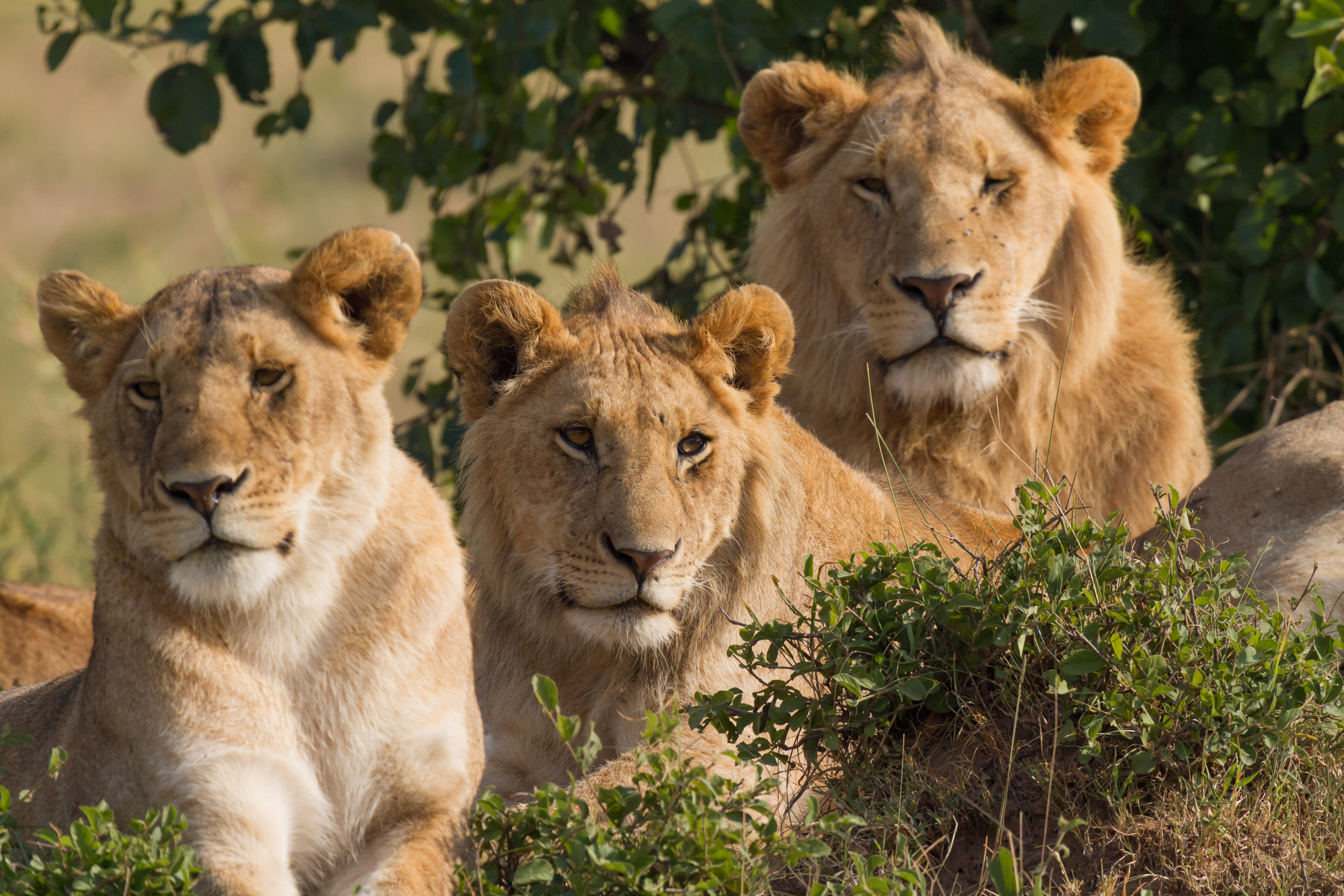
Portrait de deux mâles et d'une femelle lion, dans la réserve du Masaï-Mara, au Kenya.

Le Kenya est situé en Afrique de l'Est. Le pays est traversé par le grand rift oriental ; son point culminant est le mont Kenya avec 5 199 m tandis que son plus long cours d'eau est le fleuve Tana. Les deux principaux déserts sont le désert de Chalbi qui s'étend à l'est du lac Turkana et se prolonge en Éthiopie et le désert de Nyiri à l'est du lac Magadi. La côte est bordée par plusieurs récifs coralliens qui, ensemble, ont une superficie de 621 km2. Le climat du Kenya est très diversifié. Le littoral et le bassin du lac Victoria ont un climat chaud et humide de type climat tropical de savane, tandis que le centre a un climat froid et humide de type climat montagnard et les régions est et nord ont un climat chaud et sec de type climat semi-aride.
La savane est un habitat privilégié pour les grands mammifères, mais ils sont menacés : éléphants, girafes, zèbres, lions...
On compte 1 058 espèces d'oiseaux connues en 2019.

### Zones protégées

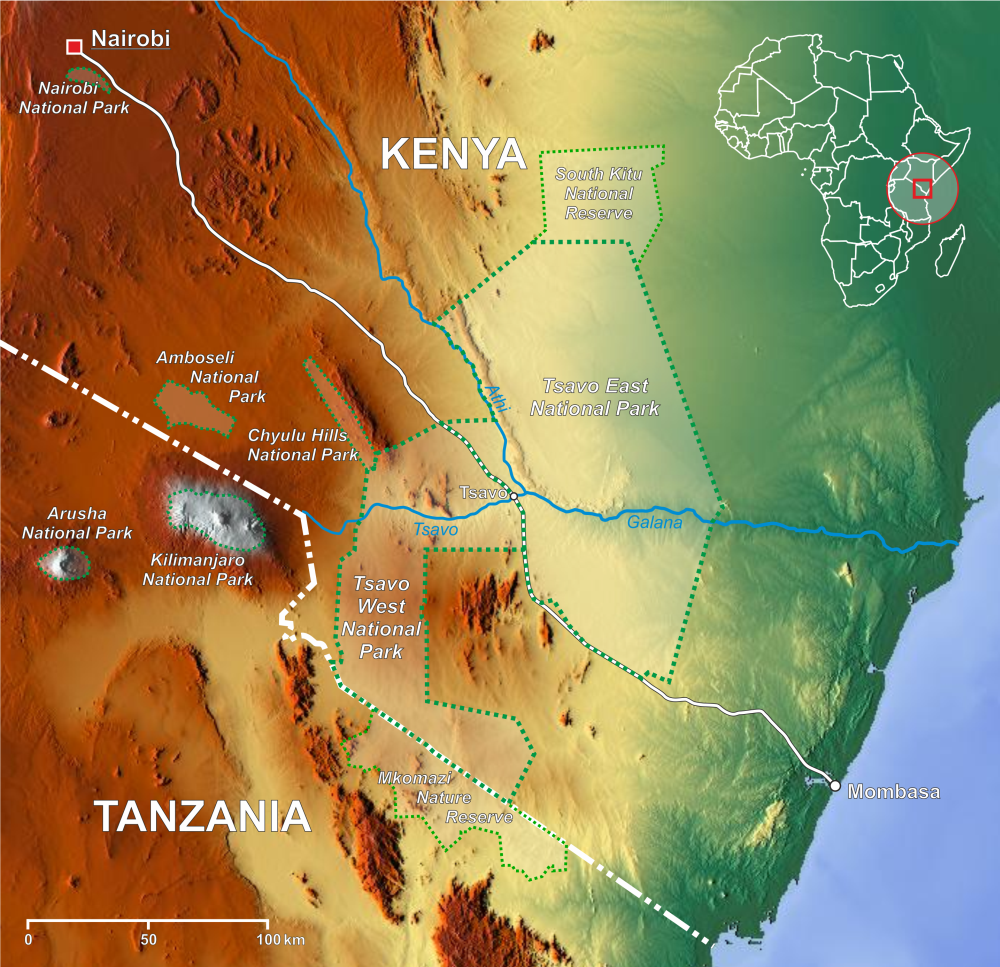
Carte des deux parcs de Tsavo.

Voir aussi l'article « Liste des parcs nationaux », section : « Kenya »
Le parc national de Nairobi, créé en 1946 par les colons britanniques, est le plus ancien du Kenya. En 2015, cette réserve naturelle protégée de 117 km2, la seule au monde qui abrite des animaux sauvages au sein d’une capitale, est menacée par la croissance de la ville, l’une des plus dynamiques d’Afrique. les parcs et réserves nationaux représentent 8 % de la surface totale du territoire soit 46 430 km2. Gérés par le Kenya Wildlife Service (KWS), ils sont constitués de :
- vingt-six parcs, dont quatre marins ;
- trente-cinq réserves, dont six marines ;
- cinq sanctuaires.

Cinq de ces zones sont inscrites au patrimoine mondial de l'UNESCO :
- parc national du mont Kenya (depuis 1997) ;
- les trois parc nationaux du lac Turkana (depuis 1997) : parc national de Sibiloi, parc national de l'île centrale, parc national de l'île sud ;
- parc national du lac Nakuru (depuis 2011).

## Impacts sur les milieux naturels

### Activités humaines

#### Agriculture

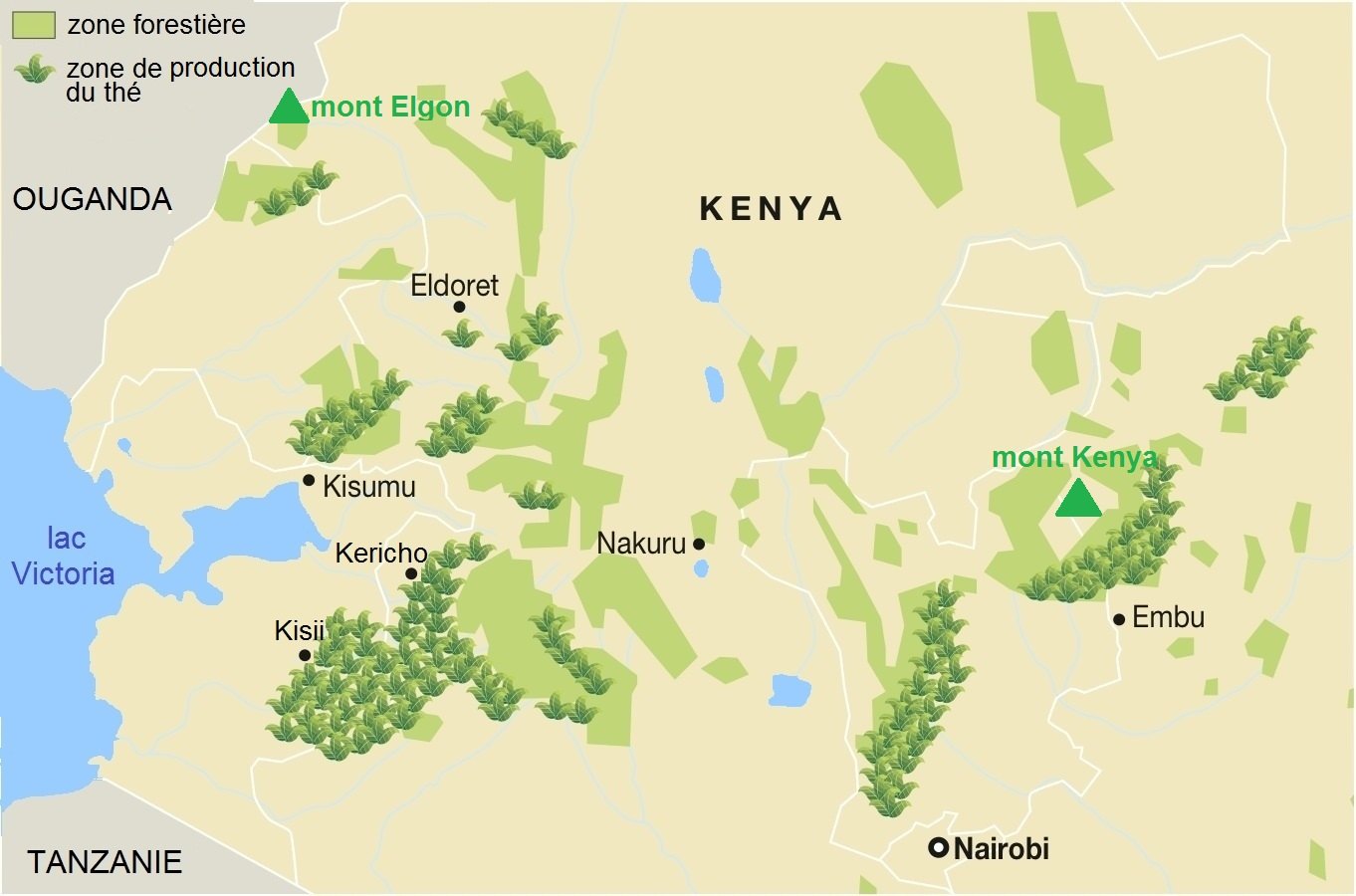
Zones forestières et de production du thé.

Le Kenya est le premier producteur de thé en Afrique, et le troisième au monde. Il exporte également du café, du tabac, du coton. L'agriculture vivrière s'articule autour de la production de maïs, de sorgho, de pommes de terre, de haricots, d'arachide, de manioc, de blé, d'ananas, de canne à sucre et de noix de cajou.
L'élevage est important, avec plus de vingt millions de têtes de bétail (bovins, ovins, caprins) et de la volaille.
L'agriculture du pays est tributaire des épisodes fréquents de sécheresse. Des lacs artificiels sont construits afin de permettre un accès des populations et du bétail à l'eau, comme le lac artificiel de Chesirimion, mais ce dernier est à sec en 2017. Le Kenya est sur le point d'entrer dans une grave crise hydrique notamment à cause des tulipes et des vaches qui prennent une grande partie des ressources en eau (70 % selon l'ONU).

#### Chasse et braconnage
Une chasse excessive a porté atteinte aux espèces animales sur le territoire.
Le braconnage a lieu même au sein des Parcs nationaux, malgré la présence de gardes armés. Le trafic de l’ivoire, de la corne de rhinocéros et d'autres parties d'animaux (viande, fourrure, etc.) est en cause. En 2017, soixante-neuf éléphants et neuf rhinocéros ont été tués, des chiffres encore trop élevés pour le Kenya. Mais le braconnage concerne de nombreuses espèces vivantes dans les réserves comme Masaï Mara ou encore Tsavo : lions, rhinocéros noirs, antilopes, hippopotames, girafes, zèbres, etc.
Dans la deuxième moitié des années 2010, la peau d'âne est devenue un produit très prisé sur le marché noir en raison d'une forte demande venue de Chine, où ces peaux sont utilisées dans la médecine traditionnelle et depuis dix ans pour la fabrication de produits de bien-être basiques. Le prix de la peau d'âne a plus que doublé de 2017 à 2019.

### Gestion des ressources

#### Gestion de la ressource en eau
L'accès à l'eau potable est problématique en Afrique subsaharienne.
La première centrale solaire installée au Kenya pour la ville de Kiunga transforme l’eau de mer de l'Océan Indien en eau potable. Le système peut créer de l’eau propre pour 35 000 personnes chaque jour.

### Pollutions

#### La gestion des déchets
Un habitant d'Afrique sub-aharienne génère en moyenne 165 kg de déchets par an et par habitants en 2023 (soit nettement moins que dans les pays plus riches).
En 2023, le Kenya a banni les plastiques à usage unique et soutient les projets innovants.

### Impacts de l'urbanisation

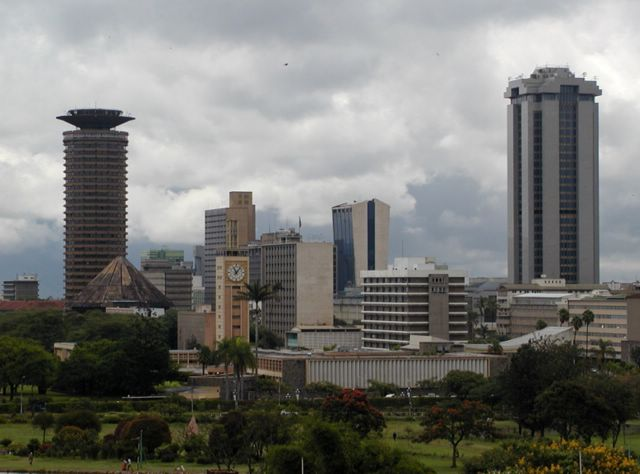
Vue de Nairobi.

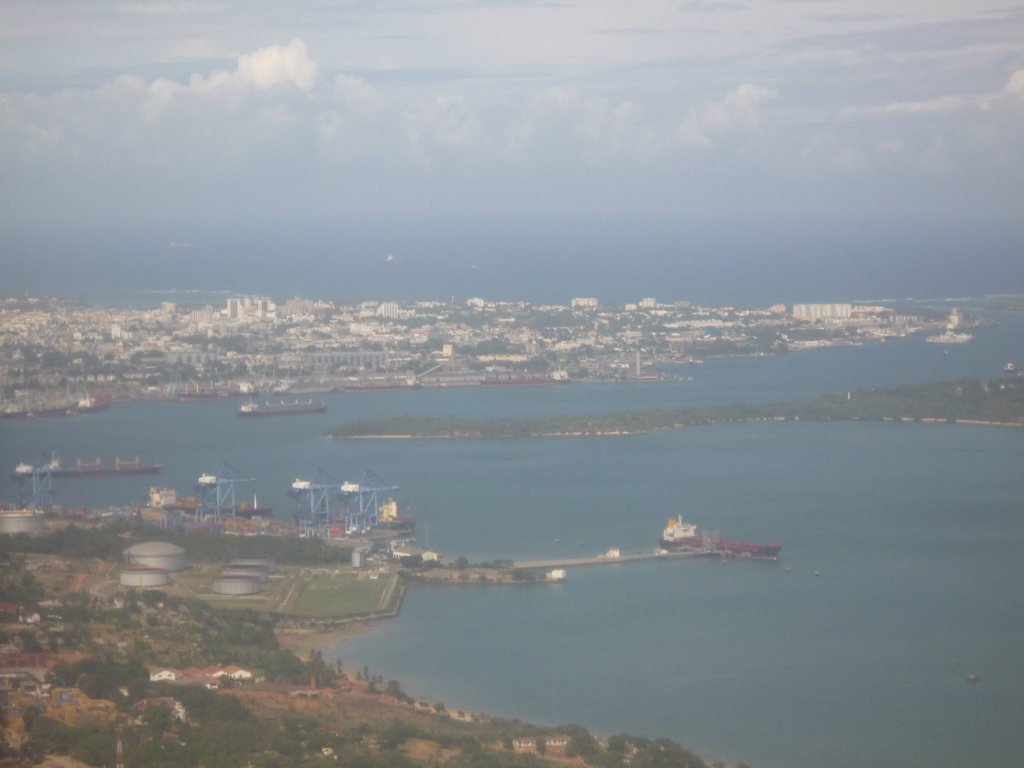
Vue aérienne de Mombasa.

## L'exposition aux risques

### Risques naturels
Le Kenya est exposé à de multiples aléas naturels : 
- sécheresses et incendies ;
- séismes et tsunamis ;
- inondations, tempêtes, glissements de terrain...

Les sécheresses, dont celle, majeure, de 2017, sont les conséquences du réchauffement climatique et du phénomène météorologique La Niña.

## Politique environnementale au Kenya

### Lutte contre le braconnage
En 2016, Le Kenya a mis le feu à environ 105 tonnes d’ivoire dans le but de protéger les éléphants vivant sur le territoire.

### Accords internationaux
Le Kenya n'était pas concerné par le Protocole de Kyoto. La Conférence de Copenhague de 2009 sur le climat est l'occasion de renégocier un accord international sur le climat remplaçant le protocole de Kyoto. Les pays émergents sont alors intégrés au processus.

### Acteurs locaux

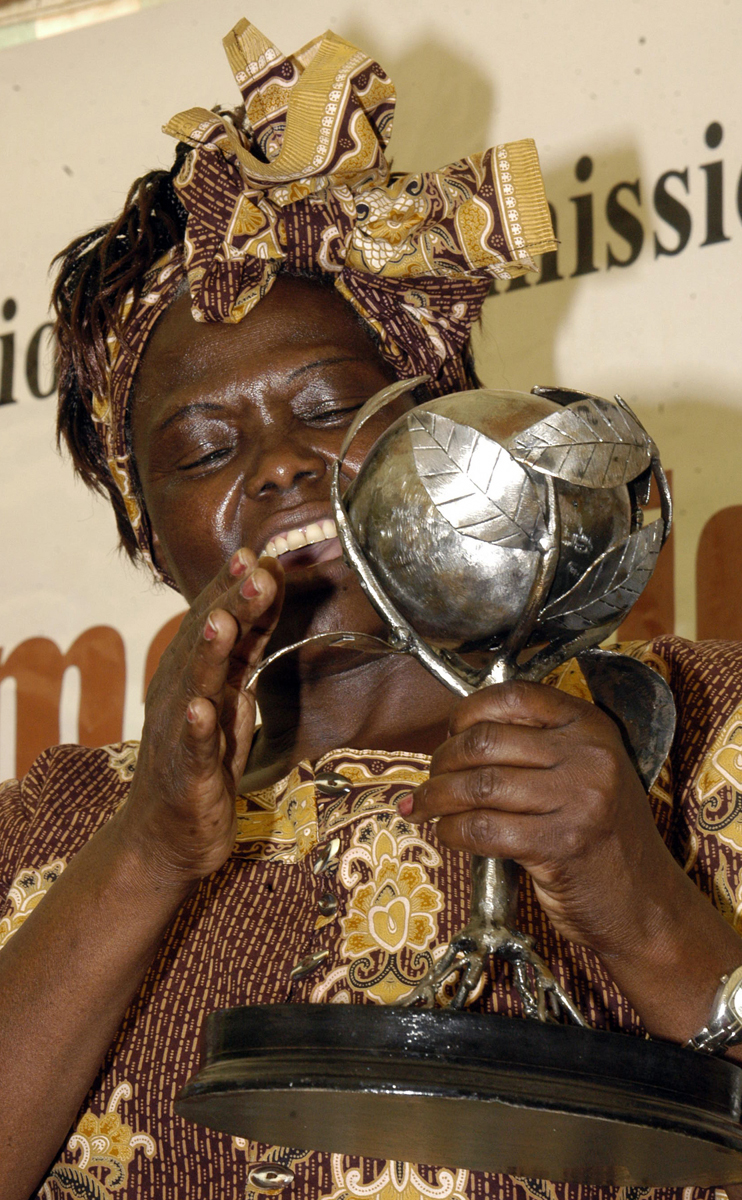
Wangari Muta Maathai recevant un prix national pour ses actions en faveur de la préservation de l'environnement.

Le 8 octobre 2004, Wangari Muta Maathai reçoit le prix Nobel de la paix pour « sa contribution en faveur du développement durable, de la démocratie et de la paix ». C’est la première femme africaine à recevoir cette distinction. Maathai a fondé le mouvement de la Ceinture verte (Green Belt Movement) en 1977. Ce mouvement, soutenu par les Kényanes à travers le pays, aura planté plus de trente millions d'arbres en seize ans, pour prévenir l'érosion du sol et améliorer les paysages.
le Kenya Wildlife Service (KWS) est l'autorité de protection de la faune. Le Fonds international pour la protection des animaux (IFAW) mène avec le KWS un programme de lutte contre le braconnage.

### Évaluation environnementale globale
En 2015, l'organisation Global Footprint Network (GFN) indique que le Kenya a un léger déficit écologique. La biocapacité par personne s'élève à environ 0,5 hag (hectare global par habitant), l'empreinte écologique par personne à environ un hag. C'est notamment l'empreinte de la consommation de bois (environ 0,27 hag) qui est vingt-sept fois plus élevée que la capacité forestière ; le bilan carbone est également légèrement négatif.
Si la surface en forêt diminue légèrement, la surface en forêts primaires a été diminuée de plus de moitié en quinze ans, de 1990 à 2005, passant de 766 000 à 322 000 ha.